# Szonghvan állomás
Szonghvan (Seonghwan) állomás a szöuli metró 1-es vonalának állomása Dél-Cshungcshong (Chungcheong) tartomány Cshonan (Cheonan) városában.

## Viszonylatok
| 1-es vonal                                               | 1-es vonal                                             | 1-es vonal                                  |
| -------------------------------------------------------- | ------------------------------------------------------ | ------------------------------------------- |
| Phjongthek (Pyeongtaek) Szojoszan (Soyosan ) felé        | Kjongbu (Gyeongbu) szakasz személyvonat                | Csikszan (Jiksan) Sincshang (Sinchang) felé |
| Phjongthek (Pyeongtaek) Jongszan (Yongsan) és Szöul felé | Kjongbu (Gyeongbu) szakasz piros és zöld expresszvonat | Tudzsong (Dujeong) Cshonan (Cheonan) felé   |
| Korail                                                   |                                                        |                                             |
| Phjongthek (Pyeongtaek) Szöul felé                       | Kjongbu (Gyeongbu) vonal                               | Csikszan (Jiksan) Puszan (Busan) felé       |